# Consejo de Flandes

El Imperio de Felipe II en 1598, distinguiendo el ámbito de cada consejo territorial en el sistema polisinodial de la Monarquía Hispánica
Territorios adscritos al Consejo de Castilla
Territorios adscritos al Consejo de Aragón
Territorios adscritos al Consejo de Portugal
Territorios adscritos al Consejo de Italia desde 1556, antes parte del Consejo de Aragón
Territorios adscritos al Consejo de Indias
Territorios adscritos al Consejo de Flandes, abarcando los territorios disputados con las Provincias Unidas

El Consejo de Flandes fue uno de los consejos territoriales en los que se estructuraba el régimen polisinodial de la Monarquía Hispánica en la época de los Austrias.
El organismo de gobernación encargado de las cuestiones de los Países Bajos se llamó Consejo de Flandes. Fue establecido en 1588 por Felipe II de España, suprimido en 1598, fue de nuevo restablecido entre 1627-1702.
Gobernaba los Países Bajos Españoles, Condado de Lingen, el Charolés y el Franco Condado de Borgoña.